# Mikael Ymer
Mikael Ymer (sinh ngày 9 tháng 9 năm 1998 ở Skara) là một cựu vận động viên quần vợt người Thụy Điển. Anh là em trai của tay vợt Elias Ymer.

## Sự nghiệp
Ymer có thứ hạng đánh đơn ATP cao nhất là vị trí số 169, vào ngày 1 tháng 5 năm 2019. Thứ hạng đánh đôi ATP cao nhất của anh là vị trí số 187, vào ngày 16 tháng 10 năm 2017.
Ymer lần đầu lọt vào trận chung kết Grand Slam trẻ tại Wimbledon 2015, khi anh để thua trước Reilly Opelka sau 2 set đấu.
Năm 2015, Ymer có được danh hiệu European Championships (U18) lần thứ 2, đánh bại Bernabé Zapata Miralles trong trận chung kết.

## Chung kết sự nghiệp ATP

### Đôi: 1 (1 danh hiệu)
| Chú thích                         |
| --------------------------------- |
| Grand Slam (0–0)                  |
| ATP World Tour Finals (0–0)       |
| ATP World Tour Masters 1000 (0–0) |
| ATP World Tour 500 Series (0–0)   |
| ATP World Tour 250 Series (1–0)   |

| Chung kết theo mặt sân |
| ---------------------- |
| Cứng (1–0)             |
| Đất nện (0–0)          |
| Cỏ (0–0)               |

| Kết quả | T–B | Ngày              | Giải đấu                     | Thể loại   | Mặt sân  | Đồng đội   | Đối thủ                  | Tỷ số    |
| ------- | --- | ----------------- | ---------------------------- | ---------- | -------- | ---------- | ------------------------ | -------- |
| Vô địch | 1–0 | tháng 10 năm 2016 | Stockholm Mở rộng, Thụy Điển | 250 Series | Cứng (i) | Elias Ymer | Mate Pavić Michael Venus | 6–1, 6–1 |

## Chung kết ATP Challenger và ITF Futures

### Singles: 6 (3–3)
| Chú thích                 |
| ------------------------- |
| ATP Challenger Tour (1–2) |
| ITF Futures Tour (2–1)    |

| Chung kết theo mặt sân |
| ---------------------- |
| Cứng (2–1)             |
| Đất nện (1–2)          |
| Cỏ (0–0)               |
| Thảm (0–0)             |

| Kết quả | T–B | Ngày             | Giải đấu               | Thể loại   | Mặt sân  | Đối thủ                 | Tỷ số              |
| ------- | --- | ---------------- | ---------------------- | ---------- | -------- | ----------------------- | ------------------ |
| Vô địch | 1–0 | tháng 5 năm 2015 | Thụy Điển F3, Båstad   | Futures    | Đất nện  | Dragoș Nicolae Mădăraș  | 2–6, 6–1, 6–2      |
| Á quân  | 1–1 | tháng 9 năm 2015 | Thụy Điển F5, Danderyd | Futures    | Cứng (i) | Joe Salisbury           | 6–7(3–6), 6–3, 3–6 |
| Vô địch | 2–1 | tháng 2 năm 2017 | Pháp F4, Lille         | Futures    | Cứng (i) | Botic van de Zandschulp | 6–2, 6–3           |
| Vô địch | 3–1 | tháng 1 năm 2019 | Nouméa, New Caledonia  | Challenger | Cứng     | Noah Rubin              | 6–3, 6–3           |
| Á quân  | 3–2 | tháng 4 năm 2019 | Murcia, Tây Ban Nha    | Challenger | Đất nện  | Roberto Carballés Baena | 6–2, 0–6, 2–6      |
| Á quân  | 3–3 | tháng 5 năm 2019 | Bordeaux, Pháp         | Challenger | Đất nện  | Lucas Pouille           | 3-6, 3-6           |

### Đôi: 1 (0–1)
| Chú thích (Đôi)           |
| ------------------------- |
| ATP Challenger Tour (0–0) |
| ITF Futures Tour (0–1)    |

| Danh hiệu theo mặt sân |
| ---------------------- |
| Cứng (0–0)             |
| Đất nện (0–1)          |
| Cỏ (0–0)               |
| Thảm (0–0)             |

| Kết quả | T–B | Ngày             | Giải đấu             | Thể loại | Mặt sân | Đồng đội         | Đối thủ                        | Tỷ số                 |
| ------- | --- | ---------------- | -------------------- | -------- | ------- | ---------------- | ------------------------------ | --------------------- |
| Á quân  | 0–1 | tháng 5 năm 2015 | Thụy Điển F2, Båstad | Futures  | Đất nện | Daniel Appelgren | Jonathan Mridha Fred Simonsson | 1–6, 7–6(7–5), [7–10] |

## Chung kết Grand Slam Trẻ

### Đơn nam trẻ: 1 (0–1)
| Kết quả | Năm  | Giải đấu  | Mặt sân | Đối thủ       | Tỷ số         |
| ------- | ---- | --------- | ------- | ------------- | ------------- |
| Á quân  | 2015 | Wimbledon | Cỏ      | Reilly Opelka | 6–7(5–7), 4–6 |